# Косьцежина-Вибудоване
Косьцежина-Вибудоване (пол. Kościerzyna-Wybudowanie) — село в Польщі, у гміні Косьцежина Косьцерського повіту Поморського воєводства.
Населення — 592 особи (2011).
У 1975-1998 роках село належало до Гданського воєводства.

## Демографія
Демографічна структура станом на 31 березня 2011 року:
|          | Загалом | Допрацездатний вік | Працездатний вік | Постпрацездатний вік |
| -------- | ------- | ------------------ | ---------------- | -------------------- |
| Чоловіки | 303     | 96                 | 193              | 14                   |
| Жінки    | 289     | 94                 | 172              | 23                   |
| Разом    | 592     | 190                | 365              | 37                   |